# Vörös, fehér és királykék
A Vörös, fehér és királykék (eredeti cím: Red, White & Royal Blue) 2023-as amerikai romantikus filmvígjáték, amelyet Matthew López rendezett és Ted Malawerrel közösen írt forgatókönyvéből. A forgatókönyv Casey McQuiston 2019-es Red, White, & Royal Blue – Vörös, fehér és királykék című regényén alapul. A főbb szerepekben Taylor Zakhar Perez, Nicholas Galitzine, Clifton Collins Jr., Sarah Shahi és Rachel Hilson látható.
A film világ premierje 2023. július 22-én volt a Londoni BFI IMAX moziban, majd augusztus 11-én bekerült az Amazon Prime Video kínálatába.

## Cselekmény
Alex Claremont-Diaz, Ellen Claremontnak, az Egyesült Államok első női elnökének fia részt vesz Fülöp herceg − az angol király legidősebb unokája − esküvőjén. Alex irtózik Henry hercegtől, Fülöp öccsétől, aki a brit trón "tartaléka". Az esküvőn Alex és Henry összevesznek, aminek következtében rájuk borul a hatalmas torta, ezután pedig másnap reggel botrányos hírek jelennek meg róluk az újságban.
Hogy eltussolják az incidens sajtóvisszhangját − különösen mivel Claremont elnök újraválasztásra pályázik −, Alex és Henry kénytelenek egy sor megrendezett interjút adni és közös nyilvános szereplést vállalni, ahol barátoknak adják ki magukat. Később egy magánéleti pillanatban Alex bevallja Henrynek, hogy neheztelni kezdett rá, miután Henry visszautasította őt Alex első nyilvános szereplésénél. Henry bocsánatot kér és elmondja neki, hogy a hirtelen távozása azért volt, mert még mindig az apja halálát gyászolja, de nem engedték, hogy visszavonuljon a közéletből. Kibékülnek egymással, később írogatni kezdenek egymásnak, majd pedig humoros és kötekedő barátokká válnak. Henry meghívást kap Alex újévi bulijára, de hirtelen kimegy, miután látta, hogy Alex több lánnyal is csókolózik éjfélkor.
Alex Henry után megy a Fehér ház udvarára egy fához, majd Henry mélyebb témákról kezd beszélni Alexnek, majd hirtelen megcsókolja. Majd ezt következő hetekben Alex nem kap választ Henrytől. Később Alex Norának elmondja, mi történt vele és Henryvel újévkor és Alex rájön, hogy vonzódik Henryhez. Néhány héttel később, egy elnöki vacsorán Alex újra találkozik Henryvel, majd egymásnak esnek és csókolózni kezdenek. Viszonyukat titokban tartják, bár Nora, Henry húga, Beatrice (Henry legjobb barátja), Percy, valamint a titkosszolgálat és az MI5 állandó jelenlévő testőrei titokban tartják.
Amikor Alex kitalál egy tervet, hogy anyja megnyerje Texast a közelgő választásokon, Claremont elnök odaküldi fiát, hogy vezesse a texasi kampányt. Később Brooklynba utazik, hogy felszólaljon a Demokrata Nemzeti Kongresszuson, ahol váratlanul Henry meglátogatja. Alex később színt vall érzelmeiről az anyjának, aki támogatja, de azt tanácsolja neki, hogy jól gondolja át, hogy mit érez.
Alex meghívja a barátait és Henryt a családja nyaralójába, a texasi Austinba. Ott elmondja Henrynek, hogy szerelmes belé, de Henry − mivel túlterheltnek érzi magát és attól tart, hogy nem tudná fenntartani szerelmi kapcsolatukat, hiszen a brit királyi család nem tolerálja, ha valaki nyíltan meleg kapcsolatban él − szakít Alexszel és otthagyja, majd visszamegy Angliába. Alex próbál üzenni, de Henry nem hajlandó válaszolni. Alex váratlanul meglátogatja Henryt Londonban és magyarázatot követel, hogy tisztázza kapcsolatukat. Henry elismeri, hogy szereti Alexet, ahogy Alex is szereti őt, de elmagyarázza, hogy királyi tartalék pozíciója lehetetlenné teszi számára a meleg kapcsolatot. Alex meggyőzi Henryt, hogy Henry eléggé szereti ahhoz, hogy a kapcsolatukért érdemes legyen küzdeni. Aztán mindketten kibékülnek egymással és elkötelezik magukat a kapcsolatuk mellett.
Nem sokkal azután, hogy Alex visszatér Amerikába azt a hírt kapja, hogy a Henry által küldött e-maileket közzétették a neten, mivel valaki feltörte az e-mail fiókját és a sajtó széles körben beszámol róluk. A Fehér Ház és a palota elvágja Henry és Alex közti kapcsolatot. Zahra, a Fehér Ház kabinetfőnök-helyettese felveszi a kapcsolatot Shaannal, Henry segédtisztjével, hogy Alex és Henry beszélni tudjanak egymással. Alex azonnal Londonba repül, hogy újra találkozzon Henryvel. III. Jakab király találkozóra hívja őket és közli velük, hogy szerelmüket őszintének tartja, de nem lehetnek együtt, mivel kapcsolatuk összeegyeztethetetlen a királyi hagyományokkal. Henry nővére, Bea azonban észreveszi, hogy a Buckingham-palota előtt tömeg gyűlt össze a támogatásukra és híreket talál hasonló támogatói tömegekről Manchesterből, Sheffieldből, Birminghamből, Cardiffból, Edinburghból és Liverpoolból is. Alex és Henry együtt lépnek ki az erkélyre és nyíltan vállalják magukat, mint egy pár a közönség előtt.
A választások estéjén Henry visszatér az Egyesült Államokba, hogy Alexszel lehessen. Alex terve, hogy megnyerje Texast az anyjának, ami végül az újraválasztását eredményezi.

## Szereplők
| Szereplő | Színész             | Magyar hang     | Leírás                                                                   |
| --- | ------------------- | --------------- | ------------------------------------------------------------------------ |
| Alex Claremont-Diaz | Taylor Zakhar Perez | Fehér Tibor     | Az Egyesült Államok elnökének fia.                                       |
| Henry herceg | Nicholas Galitzine  | Czető Roland    | Brit herceg, a brit trón várományosa.                                    |
| Oscar Diaz szenátor | Clifton Collins Jr. | Czvetkó Sándor  | Alex apja.                                                               |
| Zahra Bankston | Sarah Shahi         | Németh Borbála  | Ellen Claremont kabinetfőnök-helyettese.                                 |
| Nora Holleran | Rachel Hilson       | Lamboni Anna    | Alex legjobb barátja és az Egyesült Államok alelnökének unokája.         |
| III. James király | Stephen Fry         | Bácskai János   | Brit uralkodó, Henry herceg nagyapja                                     |
| Ellen Claremont | Uma Thurman         | Für Anikó       | Az Egyesült Államok első női elnöke és Alex édesanyja                    |
| Beatrice hercegnő | Ellie Bamber        | Laudon Andrea   | Henry herceg húga.                                                       |
| Fülöp herceg | Thomas Flynn        | Markovics Tamás | Henry herceg bátyja.                                                     |
| Percy Okonjo | Malcolm Atobrah     | Sörös Miklós    | Henry herceg legjobb barátja.                                            |
| Shaan Shrivistava | Akshay Khanna       | Hám Bertalan    | Henry herceg udvarnoka.                                                  |
| Brit miniszterelnök | Sharon D. Clarke    | Sági Tímea      | Az Egyesült Királyság miniszterelnöke                                    |
| Amy | Aneesh Sheth        | Kocsis Mariann  | Az Egyesült Államok titkosszolgálatának ügynöke                          |
| Miguel Ramos | Juan Castano        | Penke Bence     | Politikai újságíró és Alex múltbéli kalandja.                            |
| Jeffrey Richards | Donald Sage MacKay  | Bartók László   | Republikánus]] jelölt, aki Ellen Claremont ellenfele az elnökválasztáson |
| önmaga | Rachel Maddow       | Törtei Tünde    | Műsorvezető.                                                             |
| További magyar hangok: Ősi Ildikó, Melis Gábor, Dögei Éva, Rostás Ábel, Rostás Luca, Varga Rókus, Tóth Csanád, Kerekes Bernadett |                     |                 |                                                                          |

### Magyar változat
- Magyar szöveg: Balázs Tünde
- Lektor: Kwaysser Erika
- Hangmérnök és vágó: Faragó Imre
- Gyártás és produkciós vezető: Gyarmati Zsolt
- Szinkronrendező: Gazdik Katalin

A szinkront a Masterfilm Digital készítette el.

## Filmzene
A Drum & Lace csinálta a filmnek a zenéjét. A filmzene albumot a Lakeshore Records adta ki 2023. augusztus 11-én.

## Fogadtatás
A Rotten Tomatoes kritika gyűjtő oldalon 117 kritikus 75%-a pozitív értékelést adott. Az átlagértékelés 10/6,3 lett. Az oldalon a konszenzus így hangzik: "A Vörös, fehér és királykék szórakoztató, kedves, vidáman sablonos romantikus vígjáték, amely a sztereotípiákra való visszaesés nélkül vállalja a befogadást". A Metacritic oldalon, amely súlyozott átlagot használ, 25 kritikus alapján 100-ból 62 pontot adott a filmnek, ami "általában kedvező" kritikát jelent.

## Folytatás
2024.május 9-én hivatalosan bejelentették, hogy a film folytatást kap. Casey McQuiston és Matthew López közösen dolgoznak a forgatókönyvön. A rendező ismét Matthew López lesz. A főszereplők, Taylor Zakhar Perez és Nicholas Galitzine részvétele megerősített. 2025. február 2-án Sarah Shahi megerősítette, hogy ő is visszatér a folytatásban, mint Zahra Bankston. 2025. július 3-án Uma Thurman is megerősítette, hogy ismét eljátssza Ellen Claremontot. A történetről, a megjelenésről, illetve hogy mely további szereplők térhetnek vissza a folytatásban, egyelőre nincs hivatalos információ. 